# Торань (Велика)
45°25′ пн. ш. 17°35′ сх. д. / 45.41° пн. ш. 17.59° сх. д.
Торань (хорв. Toranj) — населений пункт у Хорватії, в Пожезько-Славонській жупанії у складі громади Велика.

## Населення
Населення за даними перепису 2011 року становило 173 осіб.
Динаміка чисельності населення поселення:

## Клімат
Середня річна температура становить 10,97 °C, середня максимальна – 25,28 °C, а середня мінімальна – -5,90 °C. Середня річна кількість опадів – 848 мм.
| Клімат поселення                              | Клімат поселення | Клімат поселення | Клімат поселення | Клімат поселення | Клімат поселення | Клімат поселення | Клімат поселення | Клімат поселення | Клімат поселення | Клімат поселення | Клімат поселення | Клімат поселення | Клімат поселення |
| Показник                                      | Січ.             | Лют.             | Бер.             | Квіт.            | Трав.            | Черв.            | Лип.             | Серп.            | Вер.             | Жовт.            | Лист.            | Груд.            |                  |
| Середній максимум, °C                         | 6,35             | 8,28             | 12,79            | 16,93            | 22,13            | 25,28            | 24,99            | 24,36            | 20,22            | 15,12            | 9,45             | 5,38             |                  |
| Середня температура, °C                       | 0,23             | 2,16             | 6,68             | 10,81            | 16,02            | 19,17            | 21,18            | 20,55            | 16,42            | 11,30            | 5,62             | 1,59             |                  |
| Середній мінімум, °C                          | −5,9             | −3,95            | 0,55             | 4,70             | 9,88             | 13,05            | 17,35            | 16,72            | 12,60            | 7,50             | 1,82             | −2,25            |                  |
| Норма опадів, мм                              | 53               | 49               | 54               | 68               | 80               | 100              | 78               | 79               | 66               | 74               | 81               | 66               |                  |
| Середньомісячна швидкість вітру, м/с          | 1.96             | 2.20             | 2.50             | 2.41             | 2.20             | 2.00             | 1.95             | 1.80             | 1.80             | 1.88             | 1.96             | 2.00             |                  |
| Середньомісячна сонячна радіація, кДж/м²·день | 4325             | 7080             | 10893            | 15229            | 19228            | 21392            | 22191            | 19863            | 14852            | 9205             | 4935             | 3646             |                  |
| --------------------------------------------- | ---------------- | ---------------- | ---------------- | ---------------- | ---------------- | ---------------- | ---------------- | ---------------- | ---------------- | ---------------- | ---------------- | ---------------- | ---------------- |
| Джерело:                                      |                  |                  |                  |                  |                  |                  |                  |                  |                  |                  |                  |                  |                  |